# Milestone S.r.l.
Milestone es una empresa italiana desarrolladora de videojuegos, con sede en via Gustavo Fara 35, en Milán, en Lombardía. Fue fundada en el 1996 por Antonio Farina, aunque existiera desde hace dos años como Grafiti, un nombre con que ha desarrollado sus primeros títulos: entre estos, la serie de simuladores de carreras Screamer. A lo largo de los años ha desarrollado varios juegos para PS2, Xbox e PC, tales como SCAR, Evolution GT, Super-Bikes: Riding Challenge.
El éxito llegó por los juegos dedicados a la Superbike, que representan la tarjeta de visita de la casa milanés. Los primeros tres (1999, 2000, 2001) pertenecen a la línea EA Sports. En el 2007 realizó SBK07 – el estreno en la PSP - y MotoGP '07.
En el 2008 salieron SBK08 y MotoGP 08 los primeros dos productos para las consolas Xbox 360 y PlayStation 3 que la casa italiana realizó. En el 2009 realizó SBK09 y Superstars Racing V8. Para el 2010 están previstas las continuaciones de SBKX y SuperstarsV8 Next Challenge. Es la encargada de continuar desarrollando la saga del videojuego WRC: Fia World Rally Championship.

## Historia
Milestone fue fundada bajo el nombre de Graffiti en 1994 por Antonio Farina. Bajo el liderazgo continuo de Farina, Graffiti fue refundado como Milestone en 1996. A finales de 2002, Milestone pasó a formar parte de Leader Group, una empresa de videojuegos multifacética. A través de esta transición, Milestone se afilió exclusivamente con la publicadora interna de Leader Group, Lago. Sin embargo, el estudio más tarde comenzó a cooperar nuevamente con editores externos, ya que consideró que tal movimiento era lo mejor para todas las partes involucradas. Su posición como subsidiaria también les permitió crecer y desarrollar múltiples juegos para múltiples plataformas simultáneamente; en octubre de 2007, el estudio tenía 55 empleados. En enero de 2010, Milestone tenía 80 empleados, lo que la convertía en la desarrolladora de videojuegos más grande de Italia.
En 2011, Milestone se reestructuró como una empresa independiente, con el objetivo de seguir creciendo sin dejar de ser autosuficiente. Tras las bajas ganancias de €2.6 millones en 2012, Milestone dejó de desarrollar juegos sobre la base de trabajo por contrato y comenzó a publicar sus juegos por sí mismo. Como resultado de esta estrategia, las ganancias de la empresa aumentaron a €28 millones para 2017. El 14 de agosto de 2019, la empresa de medios Koch Media firmó un acuerdo para adquirir Milestone y toda su propiedad intelectual por €44.9 millones pagados en efectivo. La adquisición se completó más tarde ese día. Antes de este punto, Milestone había sido propiedad exclusiva de su presidenta ejecutiva, Luisa Bixio, quien continuó al frente de la empresa luego de la adquisición. Se convirtió en un estudio para el sello Deep Silver de Koch Media. En ese momento, Milestone empleaba a 200 personas.

## Videojuegos

### Graffiti
| Año  | Título       | Plataforma(s)                       |
| ---- | ------------ | ----------------------------------- |
| 1994 | Super Loopz  | Super Nintendo Entertainment System |
| 1995 | Iron Assault | MS-DOS                              |
| 1995 | Screamer     | MS-DOS                              |

### Milestone
| Año  | Título                                              | Plataforma(s)                                                                     |
| ---- | --------------------------------------------------- | --------------------------------------------------------------------------------- |
| 1996 | Screamer 2                                          | MS-DOS                                                                            |
| 1997 | Screamer Rally                                      | MS-DOS, Windows                                                                   |
| 1999 | Superbike World Championship                        | Windows                                                                           |
| 2000 | Superbike 2000                                      | Windows, PlayStation                                                              |
| 2000 | Superbike 2001                                      | Windows                                                                           |
| 2003 | Racing Evoluzione                                   | Xbox                                                                              |
| 2003 | L'eredità                                           | Windows, PlayStation 2                                                            |
| 2005 | Alfa Romeo Racing Italiano                          | Windows, PlayStation 2, Xbox                                                      |
| 2005 | The X Factor Sing                                   | Windows, PlayStation 2                                                            |
| 2006 | Australian Idol Sing                                | PlayStation 2                                                                     |
| 2006 | Evolution GT                                        | Windows, PlayStation 2                                                            |
| 2006 | Super-bikes Riding Challenge                        | Windows, PlayStation 2                                                            |
| 2006 | Suzuki Super-Bikes II: Riding Challenge             | Nintendo DS, PlayStation 2                                                        |
| 2007 | MotoGP 07                                           | PlayStation 2                                                                     |
| 2007 | SBK-07: Superbike World Championship                | PlayStation 2, PlayStation 3, PlayStation Portable                                |
| 2007 | Super PickUps                                       | PlayStation 2                                                                     |
| 2008 | MotoGP 08                                           | Windows, PlayStation 2, PlayStation 3, PlayStation Portable, Wii, Xbox 360        |
| 2008 | SBK-08: Superbike World Championship                | Windows, PlayStation 2, PlayStation 3, PlayStation Portable, Xbox 360             |
| 2009 | SBK-09: Superbike World Championship                | Windows, PlayStation 2, PlayStation 3, PlayStation Portable, Xbox 360             |
| 2009 | Superstars V8 Racing                                | Windows, PlayStation 3, Xbox 360                                                  |
| 2010 | SBK X: Superbike World Championship                 | Windows, PlayStation 3, Xbox 360                                                  |
| 2010 | Superstars V8: Next Challenge                       | Windows, PlayStation 3, Xbox 360                                                  |
| 2010 | WRC FIA World Rally Championship                    | Windows, PlayStation 3, Xbox 360                                                  |
| 2011 | SBK 2011: FIM Superbike World Championship          | Windows, PlayStation 3, Xbox 360                                                  |
| 2011 | WRC 2: FIA World Rally Championship                 | Windows, PlayStation 3, Xbox 360                                                  |
| 2012 | MUD: FIM Motocross World Championship               | Windows, PlayStation 3, PlayStation Vita, Xbox 360                                |
| 2012 | SBK Generations                                     | Windows, PlayStation 3, Xbox 360                                                  |
| 2012 | WRC 3: FIA World Rally Championship                 | Windows, PlayStation 3, PlayStation Vita, Xbox 360                                |
| 2013 | MotoGP 13                                           | Windows, PlayStation 3, PlayStation Vita, Xbox 360                                |
| 2013 | WRC 4: FIA World Rally Championship                 | Windows, PlayStation 3, PlayStation Vita, Xbox 360                                |
| 2013 | WRC Powerslide                                      | Windows, PlayStation 3, Xbox 360                                                  |
| 2013 | WRC Shakedown Edition                               | iOS                                                                               |
| 2014 | MotoGP 14                                           | Windows, PlayStation 3, PlayStation 4, PlayStation Vita, Xbox 360                 |
| 2014 | MXGP: The Official Motocross Videogame              | Windows, PlayStation 3, PlayStation 4, PlayStation Vita, Xbox 360                 |
| 2015 | Karate Master 2: Knock Down Blow                    | Windows                                                                           |
| 2015 | MotoGP 15                                           | Windows, PlayStation 3, PlayStation 4, Xbox 360, Xbox One                         |
| 2015 | Ride                                                | Windows, PlayStation 3, PlayStation 4, Xbox 360, Xbox One                         |
| 2016 | Ducati: 90th Anniversary                            | Windows, PlayStation 4, Xbox One                                                  |
| 2016 | MXGP2: The Official Motocross Videogame             | Windows, PlayStation 4, Xbox One                                                  |
| 2016 | Sébastien Loeb Rally EVO                            | Windows, PlayStation 4, Xbox One                                                  |
| 2016 | Valentino Rossi: The Game                           | Windows, PlayStation 4, Xbox One                                                  |
| 2017 | MotoGP 17                                           | Windows, PlayStation 4, Xbox One                                                  |
| 2017 | MXGP3: The Official Motocross Videogame             | Windows, Nintendo Switch, PlayStation 4, Xbox One                                 |
| 2017 | Ride 2                                              | Windows, PlayStation 4, Xbox One                                                  |
| 2018 | Gravel                                              | Windows, PlayStation 4, Xbox One                                                  |
| 2018 | Monster Energy Supercross: The Official Videogame   | Windows, Nintendo Switch, PlayStation 4, Xbox One                                 |
| 2018 | MotoGP 18                                           | Windows, Nintendo Switch, PlayStation 4, Xbox One                                 |
| 2018 | MXGP: Pro                                           | Windows, PlayStation 4, Xbox One                                                  |
| 2018 | Ghostly Matter                                      | Windows                                                                           |
| 2018 | Ride 3                                              | Windows, PlayStation 4, Xbox One                                                  |
| 2019 | Monster Energy Supercross 2: The Official Videogame | Windows, Nintendo Switch, PlayStation 4, Xbox One                                 |
| 2019 | MotoGP 19                                           | Windows, Nintendo Switch, PlayStation 4, Xbox One                                 |
| 2019 | MXGP 2019                                           | Windows, PlayStation 4, Xbox One                                                  |
| 2020 | Monster Energy Supercross 3: The Official Videogame | Windows, Nintendo Switch, PlayStation 4, Stadia, Xbox One                         |
| 2020 | MotoGP 20                                           | Windows, Nintendo Switch, PlayStation 4, Stadia, Xbox One                         |
| 2020 | Ride 4                                              | Windows, PlayStation 4, PlayStation 5, Xbox One, Xbox Series X/S                  |
| 2020 | MXGP 2020                                           | Windows, PlayStation 4, PlayStation 5, Xbox One                                   |
| 2021 | Monster Energy Supercross: The Official Videogame 4 | Windows, PlayStation 4, PlayStation 5, Xbox One, Xbox Series X/S, Stadia          |
| 2021 | MotoGP 20.1                                         | Windows, PlayStation 4, PlayStation 5, Xbox One, Xbox Series X/S, Stadia          |
| 2021 | Hot Wheels Unleashed                                | Windows, Nintendo Switch, PlayStation 4, PlayStation 5, Xbox One, Xbox Series X/S |

### Cancelados
| Título                               | Plataforma(s)                    |
| ------------------------------------ | -------------------------------- |
| FX Racing                            | GameCube, Windows, PlayStation 2 |
| Lamborghini FX                       | Windows, PlayStation 2, Xbox     |
| SBK-07: Superbike World Championship | Windows, Xbox 360                |
| SBK-08: Superbike World Championship | Nintendo DS, Wii                 |